# Ключевское (Курганская область)
Ключевское — село в Далматовском районе Курганской области. Административный центр и единственный населённый пункт Ключевского сельсовета.

## История
До 1917 года входило в состав Першинской волости Шадринского уезда Пермской губернии. По данным на 1926 год состояло из 449 хозяйств. В административном отношении являлось центром Ключевского сельсовета Далматовского района Шадринского округа Уральской области.

## Население
| 1989 | 2002 | 2010 | 2012 | 2013 | 2014 | 2015 |
| ---- | ---- | ---- | ---- | ---- | ---- | ---- |
| 790  | ↘693 | ↘502 | ↘485 | ↘446 | ↘430 | ↗433 |
| 2016 | 2017 | 2018 | 2019 | 2020 |      |      |
| ↘415 | ↘410 | ↘398 | ↘387 | ↗390 |      |      |

По данным переписи 1926 года в селе проживало 2190 человек (1018 мужчин и 1172 женщины), в том числе: русские составляли 99 % населения.